# Thomas Griffiths Wainewright
Thomas Griffiths Wainewright (Chiswick, ottobre 1794 – Hobart, 17 agosto 1847) è stato un artista, critico d'arte, giornalista, criminale e sospetto assassino seriale britannico.
Uno dei principali esponenti del mondo artistico-culturale britannico del primo XIX secolo, venne infine deportato nella Terra di Van Diemen nel 1837 per frode. È inoltre sospettato di aver compiuto almeno quattro omicidi, anche se di essi non vennero mai trovate prove definitive. La sua vita tormentata e misteriosa ha ispirato numerosi artisti successivi come Charles Dickens, Edward Bulwer-Lytton e Oscar Wilde.

## Biografia
Nacque nell'ottobre 1794 a Chiswick, un quartiere di Londra, da Thomas Wainewright e Ann Griffiths. La madre morì nel darlo alla luce e il padre venne a mancare quando era ancora piccolo, così trascorse un'infanzia difficile, affidato prima al nonno Ralph Griffiths e poi ad uno zio, George Griffiths. Fin da giovane cominciò ad appassionarsi alla poesia di William Wordsworth e ad interessarsi all'arte, in particolare alla pittura.
Dopo il servizio militare come ufficiale riservista effettuato tra il 1814 e il 1815 contrasse una breve malattia, che lo portò ad essere ipocondriaco per il resto della vita e che forse turbò la sua già fragile psiche. Nonostante i problemi, cominciò a partecipare attivamente al mondo culturale inglese, divenendo amico di Charles Lamb, scrivendo per il London Magazine sotto vari pseudonimi e dipingendo molti quadri, con cui già nel 1820 poté organizzare una mostra alla Royal Academy of Arts. Fu allievo di John Flaxman e Henry Fuseli, sul cui stile Wainewright finì per modellare il proprio. Molto talentuoso anche nel disegno, illustrò anche un'edizione di pregio delle poesie di William Chamberlayne.
La sua arte e la sua personalità erano molto apprezzate all'interno dei salotti inglesi, e i suoi articoli di critica artistica acclamati, benché di solito scritti sotto pseudonimo e riguardanti opere non contemporanee, bensì risalenti ai secoli precedenti. Fu uno dei primi dandy inglesi, e Wilde afferma che tra gli anelli che indossava di solito ne aveva uno cavo dove nascondeva del veleno.
Nel 1817 si era sposato con Eliza Ward; i coniugi vivevano ben al di sopra delle proprie possibilità finanziarie, così Wainewright, oppresso dai creditori, riuscì, falsificando la firma di suo zio Edward Foss, un esattore delle tasse, ad ottenere vari prestiti dalla Banca d'Inghilterra. Nel 1828 poi cominciò la catena di strane morti attorno al giovane artista: tornato a vivere con la moglie presso suo zio George Griffiths, questi poco dopo morì, seguito in breve tempo dalla madre di lei, mrs. Abercromby, facendo ottenere a Wainewright in entrambe le occasioni cospicue eredità. Poco dopo Helen Abercromy, sorella della moglie, sottoscrisse un'ingente polizza assicurativa sulla propria vita, morendo dopo pochi mesi per una breve e improvvisa malattia ad appena ventun anni.
Sospettosa della serie di lutti dell'artista, la compagnia assicurativa rifiutò di pagargli la polizza, e dopo un breve processo Wainewright abbandonò moglie e figli e fuggì dall'Inghilterra nel 1831. Molti sospettarono allora che egli avesse avvelenato con la stricnina lo zio, la suocera, la cognata e un conoscente che aveva convinto a firmare una polizza sulla vita, ma non fu possibile produrre prove a suo carico, così Wainewright poté solo essere accusato di truffa. In Francia venne arrestato come persona sospetta, e passò sei mesi in carcere a Parigi; la polizia francese rinvenne tra le sue proprietà un piccolo quantitativo di stricnina, e ciò non fece che corroborare le voci che lo accusavano di omicidio plurimo. Wilde afferma che almeno negli omicidi della suocera e della cognata sua moglie gli fece da complice, ma non esistono prove concrete di ciò.
Mentre era rifugiato in Francia, la Banca d'Inghilterra si accorse delle sue falsificazioni ed ottenne un mandato d'arresto internazionale per lui. Wainewright rientrò in Inghilterra nel 1837 di sua spontanea volontà e si lasciò arrestare, convinto che sarebbe andato incontro ad una pena leggera; venne invece condannato alla deportazione, imbarcato sulla nave-prigione Susan e confinato a vita nella lontana Terra di Van Diemen (l'odierna Tasmania) per scontare la sua pena. Pare che, durante la prigionia temporanea a Newgate prima della deportazione definitiva, avesse lasciato intendere di aver commesso davvero gli omicidi attribuitigli; inoltre Wilde riporta che Wainewright tenesse un diario su cui aveva annotato in dettaglio i suoi crimini, il quale andò tuttavia perduto.
Dopo un breve periodo ai lavori forzati, Wainewright venne trasferito a incombenze più leggere nell'ospedale di Hobart, venendo infine esonerato dal lavoro fisico in quanto ormai gravemente affetto da sclerosi multipla. Durante gli anni a Hobart poté tornare a dipingere e soprattutto disegnare, in buona parte usando come soggetto gli abitanti della città. Per Wilde Wainewright tentò di compiere nuovi avvelenamenti anche in Tasmania, ma senza successo.
Dopo una prima supplica andata a vuoto nel 1844, gli venne infine concessa la grazia il 14 novembre 1846, ma era ormai troppo malato per effettuare il viaggio di ritorno in Inghilterra. Ricoverato all'ospedale di Hobart, morì il 17 agosto successivo a causa di un ictus, venendo poi sepolto in una fossa comune. Altre fonti riportano che sopravvisse fino al 1852, ma non è certo.

## Nella cultura di massa
Dopo la sua morte la misteriosa e sordida figura di Wainewright divenne molto popolare nella letteratura inglese, comparendo più o meno rimaneggiata in numerose opere dell'epoca vittoriana, come il romanzo Lucretia di Edward Bulwer-Lytton e il racconto Hunted Down di Charles Dickens, il quale l'aveva anche conosciuto personalmente durante una visita in carcere e ne era stato ispirato per un passaggio del proprio romanzo David Copperfield. Oscar Wilde probabilmente si ispirò proprio alla sua figura per la creazione del personaggio di Dorian Gray, e inoltre dedicò alla storia di Wainewright un breve saggio, Penna, matita e veleno - Uno studio in verde, riprendendo nel titolo il famoso romanzo d'esordio del personaggio di Sherlock Holmes, Uno studio in rosso. Lo stesso Arthur Conan Doyle avrebbe citato Wainewright in uno dei suoi celebri racconti holmesiani, L'avventura del cliente illustre.
È Oscar Wilde a compiere lo studio più approfondito su Wainewright, giungendo quasi a scindere la figura dell'uomo e del criminale da quella dell'artista, ma affermando anche di essere troppo a lui vicino temporalmente per un vero giudizio imparziale.